# Magliano Sabina
Pour les articles homonymes, voir Magliano et Sabina.
Magliano Sabina (Majjànu en dialecte sabin) est une commune italienne d'environ 3 700 habitants, située dans la province de Rieti, dans la région Latium, en Italie centrale.

## Géographie

### Communes limitrophes
Les communes attenantes à Magliano Sabina sont Calvi dell'Umbria, Civita Castellana, Collevecchio, Gallese, Montebuono, Orte et Otricoli.

### Hameaux
La seule frazione de Magliano Sabina est Foglia.

## Administration
| Période                                  | Période | Identité         | Étiquette | Qualité |
| ---------------------------------------- | ------- | ---------------- | --------- | ------- |
| depuis 2009                              |         | Alfredo Graziani |           |         |
| Les données manquantes sont à compléter. |         |                  |           |         |

## Monuments et patrimoine
- Cathédrale de Magliano Sabina

## Personnalités liées à la commune
- Giulio Einaudi (1912-1999), éditeur italien mort à Magliano Sabina.